# Formule 1 in 2005

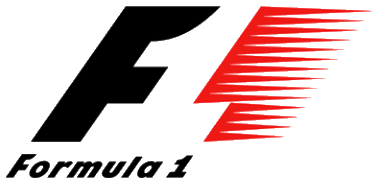
Formule 1 logo

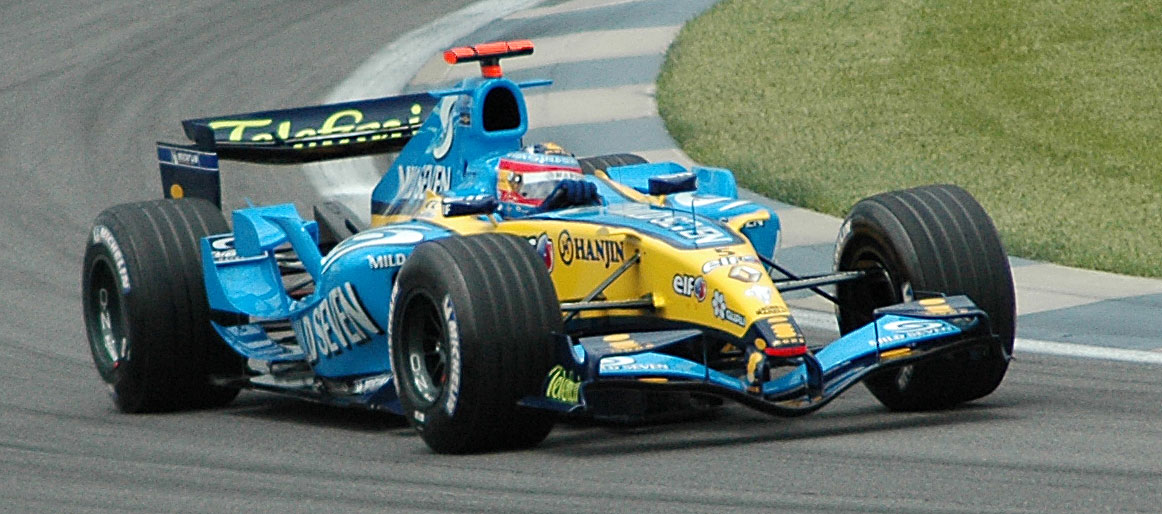
Renault, constructeurskampioen 2005

Het Formule 1-seizoen 2005 was het 56ste FIA Formula One World Championship seizoen, het startte op 6 maart en eindigde op 16 oktober na negentien races.

## Algemeen
- Vanaf dit seizoen moet een motor twee volledige raceweekends meegaan.
- Voor de kwalificaties en de race moet dezelfde bandenset gebruikt worden.
- Bandenwissels tijdens de race zijn vanaf dit seizoen verboden, behalve als het weer omslaat of in noodgevallen (bv.: een lekke band).
- Reglementswijzigingen op het gebied van de aerodynamica: de voorvleugel moet hoger worden, de achtervleugel moet meer naar voor worden geplaatst, de hoogte van de diffuser moet verlagen en het bodywork voor de achterwielen moet verminderen.
- Kwalificaties: er is één kwalificatieronde op zaterdag en één op zondagvoormiddag. De tijden van beide kwalificatierondes worden opgeteld. Het resultaat van deze samengetelde tijden bepaalt de startopstelling. Op zaterdag mag er gereden worden met weinig benzine. De kwalificatieronde op zondag moet gebeuren in raceafstelling. Na de Grote Prijs van Monaco werd er afgestapt van dit nieuwe systeem en schakelde men terug over op de manier van kwalificeren zoals die in 2004 werd gebruikt, dat wil zeggen één kwalificatieronde op zaterdag.

## Kalender

Landen die in 2005 een Grand Prix organiseerden zijn getoond in het groen, voormalige organiserende landen zijn getoond in het donkergrijs.

Dit seizoen stonden er negentien Grands Prix op de kalender, dat is het grootste aantal sinds de Formule 1 in 1950 begon. In 2012 werd dit aantal overtroffen met 20 races.
| GP nr. | Ronde | Grand Prix                 | Circuit                        | Plaats            | Datum        |
| ------ | ----- | -------------------------- | ------------------------------ | ----------------- | ------------ |
| 732    | 1     | GP van Australië           | Albert Park                    | Melbourne         | 6 maart      |
| 733    | 2     | GP van Maleisië            | Sepang International Circuit   | Sepang            | 20 maart     |
| 734    | 3     | GP van Bahrein             | Bahrain International Circuit  | Sakhir            | 3 april      |
| 735    | 4     | GP van San Marino          | Autodromo Enzo e Dino Ferrari  | Imola             | 24 april     |
| 736    | 5     | GP van Spanje              | Circuit de Barcelona-Catalunya | Montmeló          | 8 mei        |
| 737    | 6     | GP van Monaco              | Circuit de Monaco              | Monte Carlo       | 22 mei       |
| 738    | 7     | GP van Europa              | Nürburgring                    | Nürburg           | 29 mei       |
| 739    | 8     | GP van Canada              | Circuit Gilles Villeneuve      | Montreal (Quebec) | 12 juni      |
| 740    | 9     | GP van de Verenigde Staten | Indianapolis Motor Speedway    | Speedway          | 19 juni      |
| 741    | 10    | GP van Frankrijk           | Circuit de Nevers Magny-Cours  | Magny-Cours       | 3 juli       |
| 742    | 11    | GP van Groot-Brittannië    | Silverstone Circuit            | Silverstone       | 10 juli      |
| 743    | 12    | GP van Duitsland           | Hockenheimring                 | Hockenheim        | 24 juli      |
| 744    | 13    | GP van Hongarije           | Hungaroring                    | Mogyoród          | 31 juli      |
| 745    | 14    | GP van Turkije             | Intercity Istanbul Park        | Tuzla             | 21 augustus  |
| 746    | 15    | GP van Italië              | Autodromo Nazionale Monza      | Monza             | 4 september  |
| 747    | 16    | GP van België              | Circuit de Spa-Francorchamps   | Stavelot          | 11 september |
| 748    | 17    | GP van Brazilië            | Autódromo José Carlos Pace     | São Paulo         | 25 september |
| 749    | 18    | GP van Japan               | Circuit Suzuka                 | Suzuka            | 9 oktober    |
| 750    | 19    | GP van China               | Shanghai International Circuit | Shanghai          | 16 oktober   |

### Kalenderwijzigingen in 2005
- De Grand Prix van Turkije stond voor het eerst op de kalender van de Formule 1.
- De Grand Prix van Italië en de Grand Prix van België verwisselden van plaats op de kalender.
- De Grand Prix van Brazilië en Grand Prix van China verwisselden van plaats op de kalender waardoor de laatste race van het seizoen in China werd verreden.

## Ingeschreven teams en coureurs
De volgende teams en coureurs nemen deel aan het FIA Wereldkampioenschap F1 in 2005.
| Inschrijving               | Constructeur      | Chassis      | Motor                           | Banden | Nr. | Coureur              | Ronde     | Nr. | Coureur vrije training |
| -------------------------- | ----------------- | ------------ | ------------------------------- | ------ | --- | -------------------- | --------- | --- | ---------------------- |
| Scuderia Ferrari Marlboro  | Ferrari           | F2004M F2005 | Ferrari 053 Ferrari 055         | B      | 1   | Michael Schumacher   | Alle      |     |                        |
| Scuderia Ferrari Marlboro  | Ferrari           | F2004M F2005 | Ferrari 053 Ferrari 055         | B      | 2   | Rubens Barrichello   | Alle      |     |                        |
| Lucky Strike BAR Honda     | BAR-Honda         | 007          | Honda RA005E                    | M      | 3   | Jenson Button        | 1–4, 7–19 |     |                        |
| Lucky Strike BAR Honda     | BAR-Honda         | 007          | Honda RA005E                    | M      | 4   | Takuma Sato          | 1–4, 7–19 |     |                        |
| Lucky Strike BAR Honda     | BAR-Honda         | 007          | Honda RA005E                    | M      | 4   | Anthony Davidson     | 2         |     |                        |
| Mild Seven Renault F1 Team | Renault           | R25          | Renault RS25                    | M      | 5   | Fernando Alonso      | Alle      |     |                        |
| Mild Seven Renault F1 Team | Renault           | R25          | Renault RS25                    | M      | 6   | Giancarlo Fisichella | Alle      |     |                        |
| BMW WilliamsF1 Team        | Williams-BMW      | FW27         | BMW P84/5                       | M      | 7   | Mark Webber          | Alle      |     |                        |
| BMW WilliamsF1 Team        | Williams-BMW      | FW27         | BMW P84/5                       | M      | 8   | Nick Heidfeld        | 1–15      |     |                        |
| BMW WilliamsF1 Team        | Williams-BMW      | FW27         | BMW P84/5                       | M      | 8   | Antônio Pizzonia     | 15–19     |     |                        |
| Team McLaren Mercedes      | McLaren-Mercedes  | MP4-20       | Mercedes FO110R                 | M      | 9   | Kimi Räikkönen       | Alle      | 35  | Pedro de la Rosa       |
| Team McLaren Mercedes      | McLaren-Mercedes  | MP4-20       | Mercedes FO110R                 | M      | 10  | Juan Pablo Montoya   | 1–2, 5–19 | 35  | Alexander Wurz         |
| Team McLaren Mercedes      | McLaren-Mercedes  | MP4-20       | Mercedes FO110R                 | M      | 10  | Pedro de la Rosa     | 3         |     |                        |
| Team McLaren Mercedes      | McLaren-Mercedes  | MP4-20       | Mercedes FO110R                 | M      | 10  | Alexander Wurz       | 4         |     |                        |
| Sauber Petronas            | Sauber-Petronas   | C24          | Petronas 05A                    | M      | 11  | Jacques Villeneuve   | Alle      |     |                        |
| Sauber Petronas            | Sauber-Petronas   | C24          | Petronas 05A                    | M      | 12  | Felipe Massa         | Alle      |     |                        |
| Red Bull Racing            | Red Bull-Cosworth | RB1          | Cosworth TJ2005                 | M      | 14  | David Coulthard      | Alle      | 37  | Vitantonio Liuzzi      |
| Red Bull Racing            | Red Bull-Cosworth | RB1          | Cosworth TJ2005                 | M      | 15  | Christian Klien      | 1–3, 8–19 | 37  | Christian Klien        |
| Red Bull Racing            | Red Bull-Cosworth | RB1          | Cosworth TJ2005                 | M      | 15  | Vitantonio Liuzzi    | 4–7       | 37  | Scott Speed            |
| Panasonic Toyota Racing    | Toyota            | TF105 TF105B | Toyota RVX-05                   | M      | 16  | Jarno Trulli         | Alle      | 38  | Ricardo Zonta          |
| Panasonic Toyota Racing    | Toyota            | TF105 TF105B | Toyota RVX-05                   | M      | 17  | Ralf Schumacher      | Alle      | 38  | Olivier Panis          |
| Panasonic Toyota Racing    | Toyota            | TF105 TF105B | Toyota RVX-05                   | M      | 17  | Ricardo Zonta        | 9         |     |                        |
| Jordan Grand Prix          | Jordan-Toyota     | EJ15 EJ15B   | Toyota RVX-05                   | B      | 18  | Tiago Monteiro       | Alle      | 39  | Robert Doornbos        |
| Jordan Grand Prix          | Jordan-Toyota     | EJ15 EJ15B   | Toyota RVX-05                   | B      | 18  | Tiago Monteiro       | Alle      | 39  | Franck Montagny        |
| Jordan Grand Prix          | Jordan-Toyota     | EJ15 EJ15B   | Toyota RVX-05                   | B      | 19  | Narain Karthikeyan   | Alle      | 39  | Nicolas Kiesa          |
| Jordan Grand Prix          | Jordan-Toyota     | EJ15 EJ15B   | Toyota RVX-05                   | B      | 19  | Narain Karthikeyan   | Alle      | 39  | Sakon Yamamoto         |
| Minardi F1 Team            | Minardi-Cosworth  | PS04B PS05   | Cosworth CK2004 Cosworth TJ2005 | B      | 20  | Patrick Friesacher   | 1–11      | 40  | Chanoch Nissany        |
| Minardi F1 Team            | Minardi-Cosworth  | PS04B PS05   | Cosworth CK2004 Cosworth TJ2005 | B      | 20  | Robert Doornbos      | 12–19     | 40  | Enrico Toccacelo       |
| Minardi F1 Team            | Minardi-Cosworth  | PS04B PS05   | Cosworth CK2004 Cosworth TJ2005 | B      | 21  | Christijan Albers    | Alle      |     |                        |

### Veranderingen bij de teams in 2005
- Het Jaguar-team werd overgenomen door Red Bull en heet vanaf dit seizoen Red Bull Racing. Zij rijden met Ford Cosworth-motoren.
- Het Jordan-team werd overgenomen door Midland, maar behoudt de naam Jordan. De Ford motoren van vorig jaar zijn dit jaar vervangen door Toyota-motoren.
- Het Sauber-team rijdt vanaf dit seizoen met Michelin-banden in plaats van Bridgestone-banden.

### Veranderingen bij de coureurs in 2005

#### Van team veranderd
- Ricardo Zonta (Toyota) → testcoureur Toyota
- Olivier Panis (Toyota) → testcoureur Toyota

#### Nieuw in de Formule 1
- Christijan Albers (Minardi)
- Patrick Friesacher (Minardi)
- Narain Karthikeyan (Jordan)
- Tiago Monteiro (Jordan)
- Vitantonio Liuzzi (Red Bull)

#### Uit de Formule 1
- Giorgio Pantano (Jordan)
- Timo Glock (Jordan)
- Gianmaria Bruni (Minardi)
- Zsolt Baumgartner (Minardi)
- Cristiano da Matta (Toyota)

#### Tijdens het seizoen
- Robert Doornbos (Minardi, als vervanger van Patrick Friesacher)

## Wedstrijden
- Maleisië:

Anthony Davidson vervangt bij BAR-Honda de zieke Takuma Sato.
- Bahrein:

Pedro de la Rosa vervangt Juan Pablo Montoya, die zijn schouder heeft geblesseerd tijdens een partijtje tennis.
- San Marino:

Alexander Wurz vervangt Juan Pablo Montoya, die nog altijd herstelt van zijn schouderblessure.

Bij Red Bull Racing vervangt Vitantonio Liuzzi de Oostenrijker Christian Klien voor de komende vier races.

Na afloop worden de BAR-Honda's van de als 3de geëindigde Jenson Button en de als 5de geëindigde Takuma Sato gediskwalificeerd, omdat bij de controle een tweede brandstoftank werd ontdekt die - eenmaal geledigd - de wagen lichter zou maken dan het minimum voorgeschreven gewicht.
- Spanje:

De twee BAR-Honda wagens nemen niet deel wegens een schorsing, opgelopen na de diskwalificatie in San Marino.

Juan Pablo Montoya is opnieuw van de partij na een afwezigheid van twee wedstrijden.
- Monaco:

De twee BAR-Honda wagens nemen voor de tweede en laatste keer niet deel wegens een schorsing, opgelopen na de diskwalificatie in San Marino.

Juan Pablo Montoya wordt na een incident tijdens de vrije oefenritten - waarbij hij als schuldige wordt aangewezen van een ongeval waarbij David Coulthard, Jacques Villeneuve en Ralf Schumacher betrokken zijn - naar de laatste startplaats verwezen.
- Europa:

Afschaffing van het nieuwe kwalificatiesysteem zoals dat voorzien was voor dit seizoen. Herinvoering van slechts één kwalificatieronde op zaterdag.

Na een schorsing van twee wedstrijden zijn de BAR-Honda-wagens opnieuw van de partij.

Bij Jordan vervangt de Fransman Franck Montagny de Nederlander Robert Doornbos als derde coureur en kan aldus deelnemen aan de vrije oefenritten van vrijdag.
- Canada :

Na gedurende vier Grote Prijzen te zijn vervangen door Vitantonio Liuzzi, wordt Christian Klien opnieuw voor minstens vier wedstrijden de tweede coureur bij Red Bull Racing.

In hetzelfde team vervangt de 22-jarige Amerikaan Scott Speed voor de Grote Prijzen van Canada en de Verenigde Staten Liuzzi als derde rijder. Hij is meteen de eerste Amerikaan sinds Michael Andretti in 1993 die in een Formule 1-wagen zal te zien zijn.

Bij Jordan wordt Robert Doornbos opnieuw derde rijder in plaats van Franck Montagny. Maar het team van Jordan is gestraft omdat het tijdens de GP van Europa Montagny met zes setjes banden liet rijden terwijl er maar vier waren toegestaan. Daarom mag het team in Canada geen derde wagen inzetten, waardoor Robert Doornbos alsnog langs de kant moet blijven.
- Verenigde Staten :

Ten gevolge een zware crash tijdens de vrije oefenritten op vrijdag, kan Ralf Schumacher niet deelnemen aan de wedstrijd. Hij wordt vervangen door Ricardo Zonta, de derde coureur van Toyota.

Omdat de crash van Ralf Schumacher veroorzaakt werd door een klapband, wilde Michelin - de bandenleverancier van Toyota, het team van Ralf Schumacher - geen risico's nemen en een ander bandentype gebruiken. De Formule 1-reglementen laten echter niet toe dat gedurende een Grand Prix-weekend met bandensets van verschillende types wordt gewerkt. Daarop gaf Michelin aan de zeven teams die het van banden voorziet, de raad om niet van start te gaan. Omdat er daardoor 14 wagens niet aan de start zouden verschijnen zou de Grote Prijs echter niet kunnen doorgaan. Na heel wat discussies - waarbij o.a. werd voorgesteld om op de valreep nog een chicane aan te leggen op het gedeelte van het circuit dat op de speedway ligt - werd uiteindelijk toch beslist om van start te gaan. Maar na de formatieronde kwamen alle teams die zijn uitgerust met Michelin-banden de stands binnen en gaven op. De wedstrijd ging van start met slechts zes wagens: twee Scuderia Ferrari's, Jordans en Minardi's. De situatie lokte woedende reacties uit van de toeschouwers.
- Frankrijk :

Voor zijn thuiswedstrijd vervangt de Fransman Olivier Panis Ricardo Zonta als derde rijder bij Toyota.
- Duitsland :

De Nederlander Robert Doornbos vervangt de Oostenrijker Patrick Friesacher als tweede coureur bij Minardi. Het is de tweede maal in de geschiedenis van het wereldkampioenschap Formule 1 dat in hetzelfde team twee Nederlanders meerijden. Doornbos wordt als derde coureur bij Jordan vervangen door de Deen Nicolas Kiesa.
- Hongarije :

Voor de eerste keer dit seizoen zet Minardi een wagen in tijdens de vrijdagtraining. De gelegenheidscoureur is de 42-jarige in Boedapest wonende Israëliër Chanoch Nissany.
- Turkije :

De Italiaan Enrico Toccacelo wordt de nieuwe derde rijder van Minardi. Hij vervangt de Israëliër Chanoch Nissany.
- Brazilië :

Fernando Alonso werd de jongste wereldkampioen Formule 1 ooit, op een leeftijd van 24 jaar en 58 dagen totdat Sebastian Vettel dat record overnam in 2010.

## Resultaten en klassementen

### Grands Prix
| Ronde | Grand Prix                 | Pole position        | Snelste ronde        | Winnende coureur     | Winnende constructeur | Verslag |
| ----- | -------------------------- | -------------------- | -------------------- | -------------------- | --------------------- | ------- |
| 1     | GP van Australië           | Giancarlo Fisichella | Fernando Alonso      | Giancarlo Fisichella | Renault               | Verslag |
| 2     | GP van Maleisië            | Fernando Alonso      | Kimi Räikkönen       | Fernando Alonso      | Renault               | Verslag |
| 3     | GP van Bahrein             | Fernando Alonso      | Pedro de la Rosa     | Fernando Alonso      | Renault               | Verslag |
| 4     | GP van San Marino          | Kimi Räikkönen       | Michael Schumacher   | Fernando Alonso      | Renault               | Verslag |
| 5     | GP van Spanje              | Kimi Räikkönen       | Giancarlo Fisichella | Kimi Räikkönen       | McLaren-Mercedes      | Verslag |
| 6     | GP van Monaco              | Kimi Räikkönen       | Michael Schumacher   | Kimi Räikkönen       | McLaren-Mercedes      | Verslag |
| 7     | GP van Europa              | Nick Heidfeld        | Fernando Alonso      | Fernando Alonso      | Renault               | Verslag |
| 8     | GP van Canada              | Jenson Button        | Kimi Räikkönen       | Kimi Räikkönen       | McLaren-Mercedes      | Verslag |
| 9     | GP van de Verenigde Staten | Jarno Trulli         | Michael Schumacher   | Michael Schumacher   | Ferrari               | Verslag |
| 10    | GP van Frankrijk           | Fernando Alonso      | Kimi Räikkönen       | Fernando Alonso      | Renault               | Verslag |
| 11    | GP van Groot-Brittannië    | Fernando Alonso      | Kimi Räikkönen       | Juan Pablo Montoya   | McLaren-Mercedes      | Verslag |
| 12    | GP van Duitsland           | Kimi Räikkönen       | Kimi Räikkönen       | Fernando Alonso      | Renault               | Verslag |
| 13    | GP van Hongarije           | Michael Schumacher   | Kimi Räikkönen       | Kimi Räikkönen       | McLaren-Mercedes      | Verslag |
| 14    | GP van Turkije             | Kimi Räikkönen       | Juan Pablo Montoya   | Kimi Räikkönen       | McLaren-Mercedes      | Verslag |
| 15    | GP van Italië              | Juan Pablo Montoya   | Kimi Räikkönen       | Juan Pablo Montoya   | McLaren-Mercedes      | Verslag |
| 16    | GP van België              | Juan Pablo Montoya   | Ralf Schumacher      | Kimi Räikkönen       | McLaren-Mercedes      | Verslag |
| 17    | GP van Brazilië            | Fernando Alonso      | Kimi Räikkönen       | Juan Pablo Montoya   | McLaren-Mercedes      | Verslag |
| 18    | GP van Japan               | Ralf Schumacher      | Kimi Räikkönen       | Kimi Räikkönen       | McLaren-Mercedes      | Verslag |
| 19    | GP van China               | Fernando Alonso      | Kimi Räikkönen       | Fernando Alonso      | Renault               | Verslag |

### Puntentelling
Punten werden toegekend aan de top acht geklasseerde coureurs.
| Positie | 01e0 | 02e0 | 03e0 | 04e0 | 05e0 | 06e0 | 07e0 | 08e0 |
| Punten  | 10   | 8    | 6    | 5    | 4    | 3    | 2    | 1    |

### Klassement bij de coureurs
| Pos. | Coureur              | Grands Prix | Grands Prix | Grands Prix | Grands Prix | Grands Prix | Grands Prix | Grands Prix | Grands Prix | Grands Prix | Grands Prix | Grands Prix | Grands Prix | Grands Prix | Grands Prix | Grands Prix | Grands Prix | Grands Prix | Grands Prix | Grands Prix | Punten |
| Pos. | Coureur              | AUS         | MAL         | BHR         | SMR         | SPA         | MON         | EUR         | CAN         | VST         | FRA         | GBR         | DUI         | HON         | TUR         | ITA         | BEL         | BRA         | JPN         | CHN         | Punten |
| ---- | -------------------- | ----------- | ----------- | ----------- | ----------- | ----------- | ----------- | ----------- | ----------- | ----------- | ----------- | ----------- | ----------- | ----------- | ----------- | ----------- | ----------- | ----------- | ----------- | ----------- | ------ |
| 1    | Fernando Alonso      | 3S          | 1P          | 1P          | 1           | 2           | 4           | 1S          | DNF         | DNS         | 1P          | 2P          | 1           | 11          | 2           | 2           | 2           | 3P          | 3           | 1P          | 133    |
| 2    | Kimi Räikkönen       | 8           | 9S          | 3           | DNFP        | 1P          | 1P          | 11†         | 1S          | DNS         | 2S          | 3S          | DNFPS0      | 1S          | 1P          | 4S          | 1           | 2S          | 1S          | 2S          | 112    |
| 3    | Michael Schumacher   | DNF         | 7           | DNF         | 2S          | DNF         | 7S          | 5           | 2           | 1S          | 3           | 6           | 5           | 2P          | DNF         | 10          | DNF         | 4           | 7           | DNF         | 62     |
| 4    | Juan Pablo Montoya   | 6           | 4           |             |             | 7           | 5           | 7           | DSQ         | DNS         | DNF         | 1           | 2           | DNF         | 3S          | 1P          | 14†P        | 1           | DNF         | DNF         | 60     |
| 5    | Giancarlo Fisichella | 1P          | DNF         | DNF         | DNF         | 5S          | 12          | 6           | DNF         | DNS         | 6           | 4           | 4           | 9           | 4           | 3           | DNF         | 5           | 2           | 4           | 58     |
| 6    | Ralf Schumacher      | 12          | 5           | 4           | 9           | 4           | 6           | DNF         | 6           | WD          | 7           | 8           | 6           | 3           | 12          | 6           | 7S          | 8           | 8P          | 3           | 45     |
| 7    | Jarno Trulli         | 9           | 2           | 2           | 5           | 3           | 10          | 8           | DNF         | DNSP        | 5           | 9           | 14†         | 4           | 6           | 5           | DNF         | 13†         | DNF         | 15          | 43     |
| 8    | Rubens Barrichello   | 2           | DNF         | 9           | DNF         | 9           | 8           | 3           | 3           | 2           | 9           | 7           | 10          | 10          | 10          | 12          | 5           | 6           | 11          | 12          | 38     |
| 9    | Jenson Button        | 11†         | DNF         | DNF         | DSQ         | EX          | EX          | 10          | DNFP        | DNS         | 4           | 5           | 3           | 5           | 5           | 8           | 3           | 7           | 5           | 8           | 37     |
| 10   | Mark Webber          | 5           | DNF         | 6           | 7           | 6           | 3           | DNF         | 5           | DNS         | 12          | 11          | NC          | 7           | DNF         | 14          | 4           | NC          | 4           | 7           | 36     |
| 11   | Nick Heidfeld        | DNF         | 3           | DNF         | 6           | 10          | 2           | 2P          | DNF         | DNS         | 14          | 12          | 11          | 6           | DNF         |             |             |             |             |             | 28     |
| 12   | David Coulthard      | 4           | 6           | 8           | 11          | 8           | DNF         | 4           | 7           | DNS         | 10          | 13          | 7           | DNF         | 7           | 15          | DNF         | DNF         | 6           | 9           | 24     |
| 13   | Felipe Massa         | 10          | 10          | 7           | 10          | 11†         | 9           | 14          | 4           | DNS         | DNF         | 10          | 8           | 14          | DNF         | 9           | 10          | 11          | 10          | 6           | 11     |
| 14   | Jacques Villeneuve   | 13          | DNF         | 11†         | 4           | DNF         | 11          | 13          | 9           | DNS         | 8           | 14          | 15          | DNF         | 11          | 11          | 6           | 12          | 12          | 10          | 9      |
| 15   | Christian Klien      | 7           | 8           | DNS         |             |             |             |             | 8           | DNS         | DNF         | 15          | 9           | DNF         | 8           | 13          | 9           | 9           | 9           | 5           | 9      |
| 16   | Tiago Monteiro       | 16          | 12          | 10          | 13          | 12          | 13          | 15          | 10          | 3           | 13          | 17          | 17          | 13          | 15          | 17          | 8           | DNF         | 13          | 11          | 7      |
| 17   | Alexander Wurz       |             |             |             | 3           |             |             |             |             |             |             |             |             |             |             |             |             |             |             |             | 6      |
| 18   | Narain Karthikeyan   | 15          | 11          | DNF         | 12          | 13          | DNF         | 16          | DNF         | 4           | 15          | DNF         | 16          | 12          | 14          | 20          | 11          | 15          | 15          | DNF         | 5      |
| 19   | Christijan Albers    | DNF         | 13          | 13          | DNF         | DNF         | 14          | 17          | 11          | 5           | DNF         | 18          | 13          | NC          | DNF         | 19          | 12          | 14          | 16          | 16†         | 4      |
| 20   | Pedro de la Rosa     |             |             | 5S          |             |             |             |             |             |             |             |             |             |             |             |             |             |             |             |             | 4      |
| 21   | Patrick Friesacher   | 17          | DNF         | 12          | DNF         | DNF         | DNF         | 18          | DNF         | 6           | DNF         | 19          |             |             |             |             |             |             |             |             | 3      |
| 22   | Antônio Pizzonia     |             |             |             |             |             |             |             |             |             |             |             |             |             |             | 7           | 15†         | DNF         | DNF         | 13†         | 2      |
| 23   | Takuma Sato          | 14†         | WD          | DNF         | DSQ         | EX          | EX          | 12          | DNF         | DNS         | 11          | 16          | 12          | 8           | 9           | 16          | DNF         | 10          | DSQ         | DNF         | 1      |
| 24   | Vitantonio Liuzzi    |             |             |             | 8           | DNF         | DNF         | 9           |             |             |             |             |             |             |             |             |             |             |             |             | 1      |
| 25   | Robert Doornbos      |             |             |             |             |             |             |             |             |             |             |             | 18          | DNF         | 13          | 18          | 13          | DNF         | 14          | 14†         | 0      |
| —    | Anthony Davidson     |             | DNF         |             |             |             |             |             |             |             |             |             |             |             |             |             |             |             |             |             | 0      |
| —    | Ricardo Zonta        |             |             |             |             |             |             |             |             | DNS         |             |             |             |             |             |             |             |             |             |             | 0      |
| Pos. | Coureur              | AUS         | MAL         | BHR         | SMR         | SPA         | MON         | EUR         | CAN         | VST         | FRA         | GBR         | DUI         | HON         | TUR         | ITA         | BEL         | BRA         | JPN         | CHN         | Punten |
| Pos. | Coureur              | Grands Prix |             |             |             |             |             |             |             |             |             |             |             |             |             |             |             |             |             |             | Punten |

| Resultaat                       |
| ------------------------------- |
| Winnaar                         |
| Tweede plaats                   |
| Derde plaats                    |
| Gefinisht (punten behaald)      |
| Gefinisht (geen punten behaald) |
| Niet geklasseerd (NC)           |
| Uitgevallen (DNF)               |
| Niet gekwalificeerd (DNQ)       |
| Gediskwalificeerd (DSQ)         |
| Niet gestart (DNS)              |
| Gewond (INJ)                    |
| Uitgesloten (EX)                |
| Teruggetrokken (WD)             |
| Niet deelgenomen (blanco cel)   |
| P Pole position                 |
| S Snelste ronde                 |

† — Coureur is niet gefinisht in de GP, maar heeft wel 90% van de race-afstand afgelegd, waardoor hij als geklasseerd genoteerd staat.

### Klassement bij de constructeurs
| Pos. | Constructeur      | Nr. | Grands Prix | Grands Prix | Grands Prix | Grands Prix | Grands Prix | Grands Prix | Grands Prix | Grands Prix | Grands Prix | Grands Prix | Grands Prix | Grands Prix | Grands Prix | Grands Prix | Grands Prix | Grands Prix | Grands Prix | Grands Prix | Grands Prix | Punten |
| Pos. | Constructeur      | Nr. | AUS         | MAL         | BHR         | SMR         | SPA         | MON         | EUR         | CAN         | VST         | FRA         | GBR         | DUI         | HON         | TUR         | ITA         | BEL         | BRA         | JPN         | CHN         | Punten |
| ---- | ----------------- | --- | ----------- | ----------- | ----------- | ----------- | ----------- | ----------- | ----------- | ----------- | ----------- | ----------- | ----------- | ----------- | ----------- | ----------- | ----------- | ----------- | ----------- | ----------- | ----------- | ------ |
| 1    | Renault           | 5   | 3S          | 1P          | 1P          | 1           | 2           | 4           | 1S          | DNF         | DNS         | 1P          | 2P          | 1           | 11          | 2           | 2           | 2           | 3P          | 3           | 1P          | 191    |
| 1    | Renault           | 6   | 1P          | DNF         | DNF         | DNF         | 5S          | 12          | 6           | DNF         | DNS         | 6           | 4           | 4           | 9           | 4           | 3           | DNF         | 5           | 2           | 4           | 191    |
| 2    | McLaren-Mercedes  | 9   | 8           | 9S          | 3           | DNFP        | 1P          | 1P          | 11†         | 1S          | DNS         | 2S          | 3S          | DNFPS0      | 1S          | 1P          | 4S          | 1           | 2S          | 1S          | 2S          | 182    |
| 2    | McLaren-Mercedes  | 10  | 6           | 4           | 5S          | 3           | 7           | 5           | 7           | DSQ         | DNS         | DNF         | 1           | 2           | DNF         | 3S          | 1P          | 14†P        | 1           | DNF         | DNF         | 182    |
| 3    | Ferrari           | 1   | DNF         | 7           | DNF         | 2S          | DNF         | 7S          | 5           | 2           | 1S          | 3           | 6           | 5           | 2P          | DNF         | 10          | DNF         | 4           | 7           | DNF         | 100    |
| 3    | Ferrari           | 2   | 2           | DNF         | 9           | DNF         | 9           | 8           | 3           | 3           | 2           | 9           | 7           | 10          | 10          | 10          | 12          | 5           | 6           | 11          | 12          | 100    |
| 4    | Toyota            | 16  | 9           | 2           | 2           | 5           | 3           | 10          | 8           | DNF         | DNSP        | 5           | 9           | 14†         | 4           | 6           | 5           | DNF         | 13†         | DNF         | 15          | 88     |
| 4    | Toyota            | 17  | 12          | 5           | 4           | 9           | 4           | 6           | DNF         | 6           | DNS         | 7           | 8           | 6           | 3           | 12          | 6           | 7S          | 8           | 8P          | 3           | 88     |
| 5    | Williams-BMW      | 7   | 5           | DNF         | 6           | 7           | 6           | 3           | DNF         | 5           | DNS         | 12          | 11          | NC          | 7           | DNF         | 14          | 4           | NC          | 4           | 7           | 66     |
| 5    | Williams-BMW      | 8   | DNF         | 3           | DNF         | 6           | 10          | 2           | 2P          | DNF         | DNS         | 14          | 12          | 11          | 6           | DNF         | 7           | 15†         | DNF         | DNF         | 13†         | 66     |
| 6    | BAR-Honda         | 3   | 11†         | DNF         | DNF         | DSQ         | EX          | EX          | 10          | DNFP        | DNS         | 4           | 5           | 3           | 5           | 5           | 8           | 3           | 7           | 5           | 8           | 38     |
| 6    | BAR-Honda         | 4   | 14†         | DNF         | DNF         | DSQ         | EX          | EX          | 12          | DNF         | DNS         | 11          | 16          | 12          | 8           | 9           | 16          | DNF         | 10          | DSQ         | DNF         | 38     |
| 7    | Red Bull-Cosworth | 14  | 4           | 6           | 8           | 11          | 8           | DNF         | 4           | 7           | DNS         | 10          | 13          | 7           | DNF         | 7           | 15          | DNF         | DNF         | 6           | 9           | 34     |
| 7    | Red Bull-Cosworth | 15  | 7           | 8           | DNS         | 8           | DNF         | DNF         | 9           | 8           | DNS         | DNF         | 15          | 9           | DNF         | 8           | 13          | 9           | 9           | 9           | 5           | 34     |
| 8    | Sauber-Petronas   | 11  | 13          | DNF         | 11†         | 4           | DNF         | 11          | 13          | 9           | DNS         | 8           | 14          | 15          | DNF         | 11          | 11          | 6           | 12          | 12          | 10          | 20     |
| 8    | Sauber-Petronas   | 12  | 10          | 10          | 7           | 10          | 11†         | 9           | 14          | 4           | DNS         | DNF         | 10          | 8           | 14          | DNF         | 9           | 10          | 11          | 10          | 6           | 20     |
| 9    | Jordan-Toyota     | 18  | 16          | 12          | 10          | 13          | 12          | 13          | 15          | 10          | 3           | 13          | 17          | 17          | 13          | 15          | 17          | 8           | DNF         | 13          | 11          | 12     |
| 9    | Jordan-Toyota     | 19  | 15          | 11          | DNF         | 12          | 13          | DNF         | 16          | DNF         | 4           | 15          | DNF         | 16          | 12          | 14          | 20          | 11          | 15          | 15          | DNF         | 12     |
| 10   | Minardi-Cosworth  | 20  | 17          | DNF         | 12          | DNF         | DNF         | DNF         | 18          | DNF         | 6           | DNF         | 19          | 18          | DNF         | 13          | 18          | 13          | DNF         | 14          | 14          | 7      |
| 10   | Minardi-Cosworth  | 21  | DNF         | 13          | 13          | DNF         | DNF         | 14          | 17          | 11          | 5           | DNF         | 18          | 13          | NC          | DNF         | 19          | 12          | 14          | 16          | 16†         | 7      |
| Pos. | Constructeur      | Nr. | AUS         | MAL         | BHR         | SMR         | SPA         | MON         | EUR         | CAN         | VST         | FRA         | GBR         | DUI         | HON         | TUR         | ITA         | BEL         | BRA         | JPN         | CHN         | Punten |
| Pos. | Constructeur      | Nr. | Grands Prix |             |             |             |             |             |             |             |             |             |             |             |             |             |             |             |             |             |             | Punten |

| Resultaat                       |
| ------------------------------- |
| Winnaar                         |
| Tweede plaats                   |
| Derde plaats                    |
| Gefinisht (punten behaald)      |
| Gefinisht (geen punten behaald) |
| Niet geklasseerd (NC)           |
| Uitgevallen (DNF)               |
| Niet gekwalificeerd (DNQ)       |
| Gediskwalificeerd (DSQ)         |
| Niet gestart (DNS)              |
| Gewond (INJ)                    |
| Uitgesloten (EX)                |
| Teruggetrokken (WD)             |
| Niet deelgenomen (blanco cel)   |
| P Pole position                 |
| S Snelste ronde                 |

† — Coureur is niet gefinisht in de GP, maar heeft wel 90% van de race-afstand afgelegd, waardoor hij als geklasseerd genoteerd staat.
1950 · 1951 · 1952 · 1953 · 1954 · 1955 · 1956 · 1957 · 1958 · 1959 · 1960 · 1961 · 1962 · 1963 · 1964 · 1965 · 1966 · 1967 · 1968 · 1969 · 1970 · 1971 · 1972 · 1973 · 1974 · 1975 · 1976 · 1977 · 1978 · 1979 · 1980 · 1981 · 1982 · 1983 · 1984 · 1985 · 1986 · 1987 · 1988 · 1989 · 1990 · 1991 · 1992 · 1993 · 1994 · 1995 · 1996 · 1997 · 1998 · 1999 · 2000 · 2001 · 2002 · 2003 · 2004 · 2005 · 2006 · 2007 · 2008 · 2009 · 2010 · 2011 · 2012 · 2013 · 2014 · 2015 · 2016 · 2017 · 2018 · 2019 · 2020 · 2021 · 2022 · 2023 · 2024 · 2025 · 2026 
 Lijst van Formule 1 Grand Prix-wedstrijden